# オメロ・アントヌッティ
オメロ・アントヌッティ（Omero Antonutti、1935年8月3日 - 2019年11月5日）は、イタリアの俳優。

## 経歴
1963年、ジェノヴァ市立劇団に入団。1980年、テオ・アンゲロプロス監督の『アレクサンダー大王』で主演を務める。1983年、ビクトル・エリセ監督の『エル・スール』に出演。1988年、カルロス・サウラ監督の『エル・ドラド』に出演する。
2019年11月5日、イタリア・ウーディネにて死去。84歳没。

## フィルモグラフィー

### 映画
- 父 パードレ・パドローネ（1977年）
- アレクサンダー大王（1980年）
- サン★ロレンツォの夜（1982年）
- エル・スール（1983年）
- カオス・シチリア物語（1984年）
- グッドモーニング・バビロン!（1987年）
- サバス（1988年）
- エル・ドラド（1988年）
- カストラート（1994年）
- 法王の銀行家 ロベルト・カルヴィ暗殺事件（2002年）
- ナポレオンの愛人（2006年）
- 湖のほとりで（2007年）
- セントアンナの奇跡（2008年）
- フォンターナ広場 イタリアの陰謀（2012年）